# Polypedates
Polypedates é um género de anfíbios da família Rhacophoridae. Está distribuído na Índia, Sudoeste Asiático, Filipinas e Bornéu.

## Espécies
- Polypedates assamensis Mathew and Sen, 2009
- Polypedates chlorophthalmus Das, 2005
- Polypedates colletti (Boulenger, 1890)
- Polypedates cruciger Blyth, 1852
- Polypedates eques Günther, 1858
- Polypedates fastigo Manamendra-Arachchi and Pethiyagoda, 2001
- Polypedates hecticus Peters, 1863
- Polypedates impresus Yang, 2008
- Polypedates insularis Das, 1995
- Polypedates leucomystax (Gravenhorst, 1829)
- Polypedates longinasus (Ahl, 1927)
- Polypedates macrotis (Boulenger, 1891)
- Polypedates maculatus (Gray, 1830)
- Polypedates megacephalus Hallowell, 1861
- Polypedates mutus (Smith, 1940)
- Polypedates occidentalis Das and Dutta, 2006
- Polypedates otilophus (Boulenger, 1893)
- Polypedates pseudocruciger Das and Ravichandran, 1998
- Polypedates spinus Yang, 2008
- Polypedates subansiriensis Mathew and Sen, 2009
- Polypedates taeniatus (Boulenger, 1906)
- Polypedates teraiensis (Dubois, 1987)
- Polypedates zed (Dubois, 1987)